# Dzelchac
Dzelchac es una población del estado de Yucatán, México, perteneciente al municipio de Ucú, ubicada en la parte nor-oeste de dicho estado peninsular. 

## Toponimia
El nombre (Dzelchac) proviene del idioma maya.

## Datos históricos
- En 1925 pasa del municipio de Hunucmá al de Ucú.
- En 1930 cambia su nombre de Dzelchac a Dzechac.
- En 1960 cambia a Dzelchac.
- En 1990 cambia a Tzenchac,
- En 1995 cambia a Dzelchac.

## Demografía
Según el censo de 2010 realizado por el INEGI, la población de la localidad era de 31 habitantes.
| 53                          | 46 | 65 | 72 | 45 | 26 | 12 | ? | ? | ? | ? | 3 |
| (Fuente: INEGI [Consultar]) |    |    |    |    |    |    |   |   |   |   |   |